# Cosmin Bîrnoi
Cosmin Marian Bîrnoi (sinh ngày 17 tháng 8 năm 1997) là một cầu thủ bóng đá người România thi đấu ở vị trí tiền vệ cho Poli Timișoara.